# Воти
Воти (фр. Ouoti) — деревня в Чаде, расположенная на территории региона Канем. Входит в состав департамента Канем.

## География
Деревня находится в западной части Чада, к северо-востоку от озера Чад, на высоте 310 метров над уровнем моря.
Воти расположена на расстоянии приблизительно 190 километров к северо-северо-востоку (NNE) от столицы страны Нджамены. Ближайшие населённые пункты: Нтиара-Тури, Нтиара, Яури, Серифинга, Бурманга, Волири, Бир-Лури.
Климат деревни характеризуется как аридный жаркий (BWh в классификации климатов Кёппена).

## Транспорт
Ближайший аэропорт расположен в городе Нгури.